# Красноярск-Северный (железнодорожная станция)
Красноярск-Северный — станция 2 класса Красноярского региона Красноярской железной дороги, находящаяся в Советском и Центральном районах города Красноярска. Расположена на линии Ачинск 1 — Уяр Транссибирской магистрали.
Расстояние до узловых станций (в километрах): Ачинск I — 190, Уяр — 127.

## Коммерческие операции
- 10Н	Прием и выдача грузов в универсальных контейнерах массой брутто 24 (30) и 30 т на подъездных путях.
- 3	Прием и выдача грузов повагонными и мелкими отправками, загружаемых целыми вагонами, только на подъездных путях и местах необщего пользования.
- 8Н	Прием и выдача грузов в универсальных контейнерах массой брутто 20 и 24 т на подъездных путях.

## Автотранспорт
Непосредственно к станции подходит Светлогорская улица. Она выходит на улицу 9 Мая, примыкающая к Енисейскому тракту.
Остановка наземного транспорта «Станция Красноярск-Северный».
1 сентября 2020 года по новой линии, проложенной к железнодорожной станции Красноярск-Северный, продлена трасса троллейбусного маршрута № 5.

## Электрички
С 7 сентября 2020 года компания «Краспригород» добавила в расписание два дополнительных вечерних электропоезда до станции Красноярск Северный. Электропоезда связывают западные пригородные зоны и станцию Красноярск-Северный и жилой район Северный, находящийся возле железной дороги.
| № поезда                                                              | Маршрут движения                   | № поезда                                                    | Маршрут движения                   |
| --------------------------------------------------------------------- | ---------------------------------- | ----------------------------------------------------------- | ---------------------------------- |
| 6707/6708 6711/6712 6715/6716 6719/6720 6723/6724 6727/6728 6731/6732 | Красноярск-Сев. — Красноярск-Пасс. | 6701/6702 6705/6706 6713/6714 6717/6718 6725/6726 6729,6730 | Красноярск-Пасс. — Красноярск-Сев. |
| 6703/6704/6416                                                        | Красноярск-Сев. — Базаиха          |                                                             |                                    |
|                                                                       |                                    | 6425/6709/6710                                              | Уяр — Красноярск-Сев.              |
|                                                                       |                                    | 6453/6721/6722                                              | Камарчага — Красноярск-Сев.        |